# أسنق
أسنق هي قرية في مقاطعة سراب، إيران. عدد سكان هذه القرية هو 725 في سنة 2006.